# Lipopette Bar
Albums de Oxmo Puccino
Cactus de Sibérie
(2004) La Réconciliation
(2007)
Lipopette Bar est le quatrième album d'Oxmo Puccino, sorti le 25 septembre 2006.
Cet album, dont l'auteur évolue habituellement dans le milieu du rap, prend ici des accents jazzy ; il est d'ailleurs produit par Blue Note, célèbre label du genre, et est accompagné par la formation de jazzmen The Jazzbastards (composée de Vincent Ségal, Vincent Taurelle au piano, Vincent Taeger à la batterie, Marcello Giuliani à la contrebasse, et Ludovic Bruni à la guitare,).

L'album a été composé et réalisé par Vincent Taeger et Vincent Taurelle.
C'est un album-concept inspiré des films noirs, qui narre l'histoire et les rencontres se nouant dans un bar du nom de Lipopette Bar, dont les employés et les habitués constituent les personnages : 
- Billie, une diva qui disparait avant son grand spectacle ;
- Tito, gangster depuis toujours et voulant se ranger ;
- Kali, apprentie chanteuse ;
- Black Popaye, le videur ;
- Pat Phil ;
- Yago ;
- Pile Ali ;
- Yuri ;
- Barbie ;
- Tookie.

Pour ce disque, Oxmo Puccino s'est en fait inspiré de la vie de la chanteuse de jazz américaine Billie Holiday, souhaitant ainsi lui rendre hommage.
Lipopette Bar est réédité en 2008 sous la forme d'un coffret double album avec Opéra Puccino (datant de 1998).

## Liste des titres
Tous les titres sont composés par Vincent Taeger et Vincent Taurelle.
| 1.    | Perdre et gagner    | 3:30 |
| 2.    | Au Lipopette Bar    | 3:27 |
| 3.    | Quoi qu'il en soit  | 5:00 |
| 4.    | Depuis...           | 0:44 |
| 5.    | Où est Billie ?     | 2:38 |
| 6.    | Conte de fée        | 2:48 |
| 7.    | Tito                | 3:56 |
| 8.    | La Roulette russe   | 4:00 |
| 9.    | Black Popaye        | 3:21 |
| 10.   | Ceux qui disent...  | 0:52 |
| 11.   | La Femme de sa nuit | 3:58 |
| 12.   | Nirvana             | 9:51 |
| 44:05 |                     |      |